# Американська торговельна палата в Україні
Америка́нська торгове́льна пала́та в Україні (англ. The American Chamber of Commerce in Ukraine) — одна з найактивніших та найвпливовіших громадських неприбуткових організацій, які працюють в Україні. Організація виступає голосом великих інвесторів, які працюють в Україні, а також працює над залученням нових інвесторів на ринок. Палата прагне бути Партнером Вибору та позитивним чинником змін у бізнес-середовищі в інтересах України.

## Рада директорів Палати 2019[3]
Голова: Олена Кошарна, співзасновниця та головний виконавчий директор, Horizon Capital
Заступник голови: Олександр МакУортер, голова правління, Citibank
Заступник голови: Маттео Патроне, керуючий директор, Східна Європа та Кавказ, Європейський Банк Реконструкції та Розвитку
Скарбник: Андрій Цимбал, керуючий партнер, KPMG Ukraine
Секретар та юридичний радник: Сергій Чорний, голова представництва в Україні, керуючий партнер Baker & McKenzie
Директор: Наталі Алькер, генеральний директор, Danone
Директор: Гієм Граньє, генеральний директор, SANOFI Ukraine
Директор: Юлія Бадрітдінова, генеральний директор, McDonald's Ukraine
Директор: Камран Іскандаров, генеральний директор, Україна та Молдова, Coca-Cola Ukraine
Директор: Алістер Д. МакБейн, керуючий директор, Arawak Energy Ukraine B.V.
Директор: Кіра Рудик, виконавчий директор, Ring Ukraine
Директор: Євген Шевченко, генеральний директор Carlsberg Україна
Директор: Марек Томалак, генеральний директор, PepsiCo Ukraine
Директор: Васіле Варварой, генеральний директор, Cargill AT
Директор: Сергій Янчишин, регіональний директор, Oracle Corporation

## Місія
- Підтримувати дієвий діалог між бізнесом та владою (B2G: Business-to-Government).
- Постійно створювати можливості для бізнес-партнерства (B2B: Business-to-Business).
- Просувати Україну у світі як привабливий напрям для інвестицій (B2U: Business-to-Ukraine)[4].

## Принципи діяльності
- Працює за принципами чесності та моралі та закликає членів Палати слідувати цим принципам.
- Виступає на захист вільного підприємництва, продовження економічних реформ, подальший розвиток ділового середовища в Україні на засадах справедливості та прозорості.
- Створює умови для ведення діалогу між членами Палати з метою досягнення спільних цілей через активну участь компаній у діяльності Палати (шляхом участі у роботі Комітетів та Робочих груп Палати тощо).
- Створює для компаній-членів відкриту, доброзичливу, невимушену та приємну атмосферу, що сприяє встановленню та розширенню ділових контактів та співпраці.
- Завжди дбає про безпосереднє, ефективне та регулярне спілкування як із компаніями-членами, так і з державними партнерами
- Сприяє пожвавленню інвестування шляхом залучення нових інвесторів та зміцнення позицій вже існуючих інвесторів.
- Організовує та бере участь у благодійних заходах з метою допомоги тим, хто її потребує.
- Поважає Україну та її багаті традиції[5].

## Комітети Палати[6]
У рамках Палати працюють 20 комітетів з питань:
- агропромислового комплексу
- банківських та фінансових послуг
- конкуренції
- боротьби з корупцією
- споживчих товарів
- митної політики
- енергетики
- відновлюваних джерел енергетики
- харчової промисловості
- охорони здоров'я
- управління людськими ресурсами
- захисту прав інтелектуальної власності
- інформаційних технологій
- правової політики
- телекомунікацій
- роздрібної торгівлі та електронної комерції
- насінництва
- оподаткування
- готельного бізнесу та туризму
- медіа та комунікацій

## Історія
Палата створена в 1992 році за ініціативою тодішнього посла США в Україні Романа Попадюка. Членами палати були переважно компанії з інвестиціями США. З 1998 р. асоціація почала розширюватися і користуючись з інших компаній, в тому числі українських.
Саме в цьому році Роман Попадюк, Посол США, ініціював зустріч, результатом якої й стало створення Американської торговельної палати в Україні («Палата»). Спершу головною місією Палати було налагодження комунікацій між представниками міжнародних бізнес-груп в Україні та забезпечення високого рівня надання інформації. З розростанням міжнародно-орієнтованих бізнес-груп в Україні спектр послуг та завдань Палати було розширено.
Ігор Фіглус став першим Виконавчим Директором Палати, Богдан Купич — першим Президентом організації.
У 1998 році Президентом Американської торговельної палати став Хорхе Зукоскі (англ. Jorge Zukoski). На той момент Палата об'єднувала близько 150 компаній із переважно американськими інвестиціями. В 1998 році, попри те, що Україна постраждала від валютної кризи в Росії, українська економіка почала оживати. У цей період відбувся відчутний наплив стратегічних та інституційних інвесторів до країни. З огляду на це Палата розширила можливості для компаній, що бажали поповнити ряди Палати. Відтак, членами Палати можуть бути не лише компанії з американськими інвестиціями, але й інші українські компанії, що бажають покращити свою репутацію на міжнародному ринку та сприяти поширенню західного стилю лобіювання власних інтересів.
У грудні 2013 року Хорхе Зукоскі вирішив залишити посаду, яку обіймав протягом 15 років. У 2014 році Палату очолювали Президент Бернард Кейсі (січень–листопад 2014) та в.о. Президента, віцепрезидент зі стратегічного розвитку Тарас Качка (листопад 2014 — квітень 2015).
2 квітня 2015 року Палата оголосила про призначення президентом Андрія Гундера, вихідця із Лондона, який є визнаним експертом світового рівня у галузі зв'язків з громадськістю та органами державної влади.

## Сьогодення[8]
Палата від імені компаній-членів співпрацює не лише з українським урядом, а й з урядами інших країн та економічних партнерів держави, у питаннях торгівлі, комерції та економічних реформ. Члени Палати представляють капітал більше ніж 50 країн світу, включаючи Європу, Північну Америку, Азію, країни СНД та Україну, і є найбільшими стратегічними та інституційними інвесторами, що працюють в Україні. Компанії-члени Палати виступають прямими інвесторами на цьому ринку та роботодавцями для понад 800 тисяч українців. Палата та її Члени сприяють поширенню міжнародної практики ведення бізнесу в Україні та активно просувають політику корпоративної соціальної відповідальності.
Палата підтримує ефективний діалог між бізнесом та Урядом України, старанно працюючи над тим, щоб надавати компаніям-членам завжди актуальну інформацію, залучати до співпраці на найвищому рівні та забезпечувати можливість прямого діалогу з ключовими представниками органів державної влади, дипломатичної та ділової спільноти.
Представники Американської торговельної палати в Україні активно беруть участь у роботі громадських рад при Міністерстві фінансів України, Міністерстві інфраструктури України, Міністерстві охорони здоров'я України, Міністерстві аграрної політики та продовольства України, Державній службі геології та надр України та низці інших центральних органів виконавчої влади. Представники Палати активно працюють у Робочих групах, що створюються при Комітетах Верховної Ради, Міністерствах та інших органах влади.